# Johann Ungersböck
Johann Ungersböck (* 19. März 1927 in Zottelhof, Gemeinde Scheiblingkirchen-Thernberg; † 7. Jänner 1999) war ein österreichischer Politiker (ÖVP) und Landwirt. Er war von 1964 bis 1969 Abgeordneter zum Landtag von Niederösterreich.
Nach der Volksschule besuchte Ungersböck eine bäuerliche Fachschule und diente im Zweiten Weltkrieg. Er war als Landwirt in Witzelsberg, einer Rotte in der Gemeinde Scheiblingkirchen-Thernberg tätig und vertrat die ÖVP zwischen dem 3. Dezember 1964 und dem 20. November 1969 im Niederösterreichischen Landtag.